# Cyclobutyrol
Cyclobutyrol là một loại thuốc được sử dụng trong liệu pháp mật. Cyclobutyrol (CB) là một tác nhân choleretic cũng ức chế bài tiết lipid đường mật.